# Бартош Франковський
Бартош Франковський (пол. Bartosz Frankowski, нар. 23 вересня 1986) — польський футбольний арбітр, арбітр Екстракласи (з 2011 року) та Арбітр ФІФА (з 2014).

## Кар'єра
20 березня 2014 року він дебютував на міжнародному рівні, відсудивши матч елітного раунду кваліфікації до юнацького чемпіонату Європи до 17 років Нідерланди — Австрія.
24 липня 2014 року він дебютував на міжнародному клубному рівні у матчі другого кваліфікаційного раунду Ліги Європи УЄФА «Гетеборг» — «Дьйор».
20 липня 2016 року він дебютував у Лізі чемпіонів УЄФА, обслуживши матч другого раунду кваліфікації «Селтік» «Лінкольн Ред Імпс».
Був одним з арбітрів юнацького чемпіонату Європи до 17 років 2016 року, де відсудив три гри групового етапу та один з півфіналів.
У 2018 році був серед арбітрів чемпіонату Європи серед юнаків до 19 років, що проходив у Фінляндії, де обслужив три гри.
На початку 2021 року Франковський став одним з 12 арбітрів, відібраних для обслуговування матчів групового етапу молодіжного чемпіонату Європи 2021 року в Угорщині та Словенії, відсудивши там дві гри.